# Albemarle Corporation
Albemarle Corporation è un'azienda chimica con sede a Charlotte, nella Carolina del Nord (Stati Uniti). L'impresa impiega circa 6.900 persone ed ha clienti in 100 paesi.

## Storia
Nel febbraio del 1994, Ethyl Corporation utilizzò le sue società chimiche per create una società indipendente, ad azionariato diffuso, di nome Albemarle Corporation. Albemarle aveva il suo quartier generale a Richmond, in Virginia, fino al 2008 quando annunciò i suoi piani di spostare le sue basi a Baton Rouge, in Louisiana. Nel 2015, la compagnia ha annunciato lo spostamento del quartier generale da Baton Rouge, in Louisiana, a Charlotte, nella Carolina del Nord.
Nel luglio del 1994, Albemarle Corporation si espanse acquisendo Asano Corporation, una società di commercio e marketing basata a Tokyo, in Giappone. Nel 1998 Albemarle Corporation ha comprato un impianto personalizzato per la produzione di petrolchimichi a Teesport, in Inghilterra. Nello stesso anno, una joint venture fu firmata tra Jordan Dead Sea Industries Company, Arab Potash Company, e una delle sussidiarie di Albemarle Corporation. Un'altra joint venture fu consolidata nel 2000 con Jinhai Chemical and Industry Company, situata in Cina. Nei cinque anni successivi furono aperti altri impianti chimici a Port-de-Bouc, in Francia, e a Bergheim, in Germania (dopo l'acquisizione di Martinswerk GmbH).
Dal 2000 Albemarle Corporation ha acquisito asset dell'impresa di materiali ritardanti PYRO-CHEK della Ferro Corporation, Martinswerk GmBH, ChemFirst Inc., le sezioni di carburante e lubrificanti antiossidanti di Ethyl Corporation, i ritardanti poliuretani a base di fosforo di Rhodia, l'impresa di prodotti chimici raffinati a base di bromo, Taerim International Corporation, e l'impresa di catalisi e raffineria di Akzo Nobel N.V. Sempre nel 2000, Albemarle Corporation, Cytec Industries Inc., e GE Specialty Chemicals, Inc., una sussidiaria della General Electric Company, hanno annunciato la loro intenzione di formare una nuova joint venture business-to-business su internet, PolymerAdditives.com. La creazione di questa venture aveva lo scopo di formire materiali più rapidamente e in modo più efficace, direttamente da fornitori affidabili.
Negli anni seguenti, Albemarle ha acquisito le sue piattaforme di catalisi in raffineria da Akzo Nobel N.V. nel 2004, con siti e/o joint ventures nei Paesi Bassi, a Houston, in Francia, Brasile, Giappone e Singapore. In collaborazione con UOP, Albemarle ha creato l'Hydroprocessing Alliance nel 2006 per offrire soluzioni integrate di raffineria e tecnologie di idroprocessi e catalisi nell'industria della raffineria.
Albemarle ha continuato la sua espansione nel 2007, aprendo un nuovo ufficio regionale di commercio a Dubai per venire incontro alle necessità del mercato crescente in India e nel Medio Oriente. Nel 2008, Albemarle, Weifang Sinobrom Import e Export Company, Ltd. (Sinobrom) hanno raggiunto un accordo per formare una nuova joint venture che avrebbe unito il business esistente di Sinobrom, commerciante affermato di derivati di bromo in Cina, con l'esperienza globale sul bromo di Albemarle nell'industria chimica specializzata, formando Sinobrom Albemarle Bromine Chemicals (Shandong) Company Ltd. Nel 2009, Albemarle e Saudi Basic Industries Corporation (SABIC) Affiliate, TAYF, hanno creato Saudi Organometallic Chemicals Company (SOCC), una joint venture di catalisi strategica, per costruite uno stabilimento di produzione metallorganica a livello globale situata strategicamente nella città industriate di Al-Jubail, nel Golfo Persico.
Nel 2012, Albemarle ha introdotto la sua area d'affari di Materiali Elettronici, e ha espanso le sue capacità di produzione per catalisi poliolefine rifinite a Baton Rouge. Albemarle ha anche espanso il suo sito di produzione di South Haven API, e ha migliorato lo stabilimento di manifattura dell'ingrediente farmaceutico attivo cGMP. Nel 2014, Albemarle ha completato la vendita delle sue imprese di antiossidante, ibuprofene e propofol a SI Group, rendendo possibile una concentrazione maggiore sulle sue linee di bromo e catalisi.

## Proprietà
Nel 2019 le azioni di Albemarle Corporation sono principalmente possedute da investitori istituzionali (The Vanguard Group, BlackRock, Franklin Resources e altri).

## Acquisizione di Rockwood Holdings
Nel luglio del 2014, Albemarle e Rockwood Holdings Inc. hanno annunciato un accordo definitivo secondo il quale Albemarle avrebbe acquisito tutte le azioni in circolazione di Rockwood in una transazione di denaro e azioni valutata approssimativamente 6,2 miliardi di dollari. Al completamento dell'acquisizione, Albemarle ha annunciato che avrebbe riallineato le sue unità di affari a livello globale: Chemetall Surface Treatment, Refining Solutions e Performance Chemicals.

## Prodotti
Pur avendo iniziato come una manifattura di carta assorbente, la Ethyl Corporation in seguito abbandonò la produzione della carta quando vendette Oxford Paper nel 1976. A partire dagli anni 90, Albemarle Corporation ha prodotto bromo in paesi come la Giordania e la Francia.
Albemarle Corporation è diventata un leader globale nelle tecnologie della chimica ritardante, con impianti di produzione negli Stati Uniti, Cina, Paesi Bassi, Belgio, Germania, Francia, Austria, e nel Regno Unito. La società ha anche una linea di antiossidanti e leghe che hanno come obiettivo il miglioramento della conservazione e stabilità dei carburanti e altri prodotti lubrificanti. L'acquisizione della chimica a base di fosforo di Rhodia S.A. includeva prodotti usati nelle applicazioni di foam poliuretano rigido e flessibile, e prodotti di polifosfato di ammonio. In seguito, l'acquisizione di Martinswerk GmbH ha aggiunto pigmenti per applicazioni alla carta, ossidi di alluminio usati per ritardanti di fiamma, agenti lucidanti, catalisi, e applicazioni di ceramica, insieme all'idrossido di magnesio usato principalmente come ritardante di fiamma.
A partire dall'acquisizione della Divisione di Catalisi di AzkoNobel nel 2004, Albemarle Corporation è uno dei più grandi produttori al mondo di catalisi HPC e FCC in uso nell'industria della raffinazione del petrolio. I siti di produzione (a parte le collaborazioni in Brasile e Giappone) si trovano a Bayport (Texas) e Amsterdam.
Dopo l'acquisizione di Rockwood Holdings nel 2015, Albemarle è diventata produttrice di prodotti a base di litio, tra cui sali e metalli, organo-litio e cesio. Albemarle continua a sviluppare prodotti per l'accumulo di energia a base di litio, tra cui powerbank e batterie per veicoli. Albemarle offre anche prodotti per il trattamento di superfici, e servizi per settori automobilistici, aerospaziali, di equipaggiamento pesante e altri. Nel 2016, Albemarle era una delle quattro principali compagnie di estrazione di litio con il 75% della produzione mondiale di litio.

## Sostenibilità
Le nuove imprese di Albemarle nel 2008 si concentrarono sulla costruzione di prodotti e servizi chimichi su misura per le industrie farmaceutiche e delle scienze naturali. La divisione "Alternative Fuel Technologie" fa parte del mercato dei biocarburanti: da gas a liquidi, e da carbone a liquidi. Nel 2008, Albemarle ha acquisito Sorbent Technologies Corporation, la cui tecnologia controlla le emissioni di mercurio dagli impianti energetici a base di carbone. Albemarle era una delle tre diverse compagnie chimiche che supportò il gruppo industriale "Citizens for Fire Safety", che influenzò le regolazioni per la sicurezza relativa al fuoco richiedendo l'uso di ritardatore di fiamma, uno dei loro prodotti, nei beni per consumatori come mobili e prodotti per bambini.